# Johanna Stachel
Johanna Stachel (Munique, 3 de dezembro de 1954) é uma física alemã.